# Jezioro Czarne (Wysoczyzna Polanowska)
Jezioro Czarne (kaszb. Jezoro Czôrné) – jezioro wytopiskowe na Wysoczyźnie Polanowskiej, na zachód od Kartkowa w gminie Czarna Dąbrówka powiatu bytowskiego (województwo pomorskie), na obszarze Parku Krajobrazowego Dolina Słupi.
Ogólna powierzchnia: 13 ha.